# Кондоготель

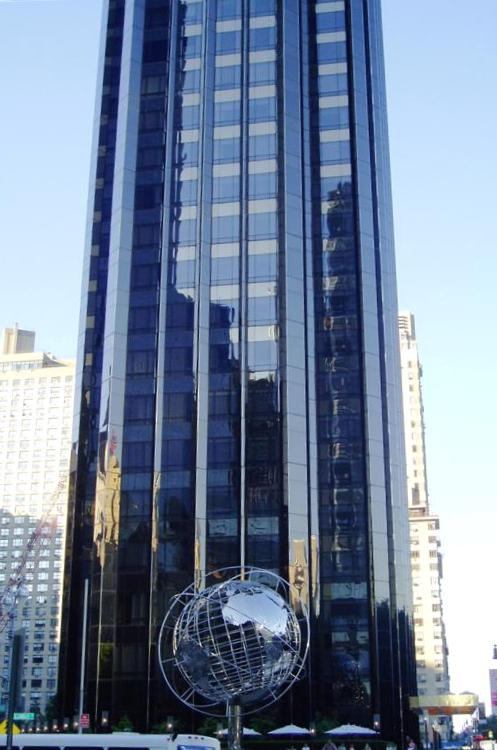
Trump_International_Hotel_and_Tower_(New_York)

Кондоготель  — будівля, яка є юридично кондомініумом, але використовується готелем, пропонуючи короткострокову оренду, а також підтримує стійку реєстрації. 
Кондоготелі, як правило, висотні будівлі, розроблені та експлуатовані як розкішні готелі, як правило, у великих містах та на курортах. Ці готелі складаються з окремих одиниць, які мають власників; при цьому хтось один повністю володіє кондоготелем та здає приміщення окремим особам.

## Функціонування
Розробник будує об'єкт і продає індивідуальні житлові підрозділи фізичним особам, підприємцям та іншим суб'єктам — це альтернативний спосіб фінансування капіталу або боргу, наприклад, банківського кредиту. Власник приміщення використовує його за власними потребами. За функціональними умовами приміщення кондоготелів часто нагадують класичні квартири — вони можуть бути більшими мати, наприклад, кухонні прибудови. Власник також має можливість здавати квартиру безпосередньо туристам, зовнішнім посередникам, які сплачують йому орендну плату за принципом конкретного відсотка від вартості приміщення або участі від прибутків на туристичному ринку. Власник вирішує як використовувати приміщення і може змінити рішення в будь-який час.

## Місцезнаходження
Найпопулярніші місця в США, де знаходяться кондоготелі: Аспен, Чикаго, Маямі, Форт-Лодердейл, Лас-Вегас, Нью-Йорк, Мертл-Біч, Південна Кароліна та Орландо. Також кондоготелі знаходяться на гірськолижних курортах та міжнародних напрямках, таких як Жако, в Коста-Риці. Інвестори витратили близько 250 мільйонів доларів на кондоготелі в 2006 році; більша частина цих витрат пішла на курортні райони.

## Юридичні моменти
Житлові одиниці в будівлі не є незалежними житловими приміщеннями згідно з Законом про властивості приміщень від 24 червня 1994 року. Вони зазвичай класифікуються як придатні. Тому немає можливості зареєструватися в такому приміщенні на довгий час. Всі власники, які мають приміщення у будівлі, утворюють житлову спільноту.

## Податки
Як і у випадку з більшістю кондомініумів, власники приміщень у кондоготелі зобов'язані платити збори домовласників, які зазвичай називаються HOAs. Вартість може сильно варіюватись. Серед факторів можуть виступати рейтинг готелю, його розміщення. Наприклад, майно, розташоване біля океану, може зазнавати впливу прибережної погоди, яка може збільшити потребу в регулярному підтриманні зовнішності будівлі. Кондоготелі, розташовані, на гірськолижних курортах, зазнають впливу потужних зимових штормів, а також мають справу з послугами прибирання снігу.
Багато зборів і послуг, коливаються від проекту до проекту. Загальними послугами виступають витрати на механічні ремонти, систему безпеки, обслуговування зони для паркування, басейну, боротьба з шкідниками тощо. До зборів HOAs зазввичай не включені витрати, пов'язані з персоналом та експлуатацією кондоготелю.